# Ergotism

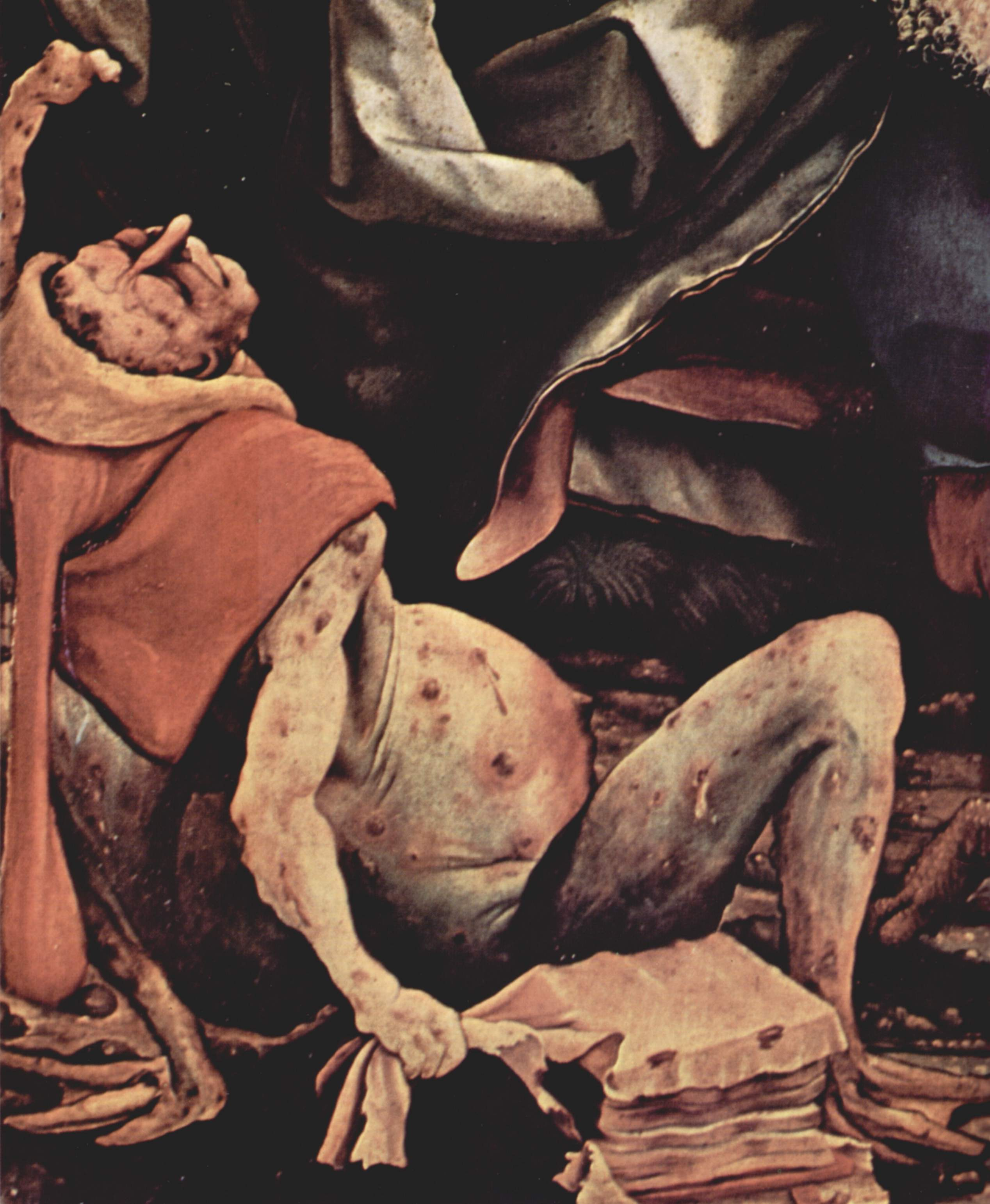
Caz de ergotism gangrenos înfăţişat într-un detaliu al picturii Altarului din Isenheim, operă a pictorului Matthias Grünewald (ca. 1515)

Ergotismul este o intoxicație cronică cu alcaloizi din Cornul secarei, care afectează atât oamenii, cât și animalele care consumă în mod prelungit produse ce conțin acești alcaloizi toxici.
Este o boală gravă, cu potențial fatal, care a făcut multe victime în trecut, când nu i se cunoșteau cauzele. Boala apărea sub formă de îmbolnăviri în masă, ca urmare a consumului de alimente, în special pâine, preparate din secară cornută (parazitată de scleroții ciupercii Claviceps purpurea, care reprezintă sursa naturală a acestor alcaloizi).
În prezent, există reglementări stricte referitoare la conținutul de scleroți în cerealele pentru consum și produsele derivate din acestea. Ergotismul natural practic a dispărut. Ca urmare a descoperirii efectelor farmacologice ale alcaloizilor din cornul secarei, aceștia sunt astăzi utilizați în farmacoterapie, fapt care determină uneori apariția de cazuri de ergotism medicamentos.

## Istoric
Istoria a consemnat în decursul timpului numeroase cazuri de îmbolnăvire în masă, ale căror simptome au putut fi asociate ulterior cu alcaloizii din cornul secarei. Cauzele bolii au rămas însă mult timp necunoscute.

## Etiologie

### Ergotismul natural
Cazurile de ergotism natural din trecut erau consecința intoxicației cronice cu ergotamină, alcaloid natural prezent în făina de secară cornută, care conține scleroți ai ciupercii fitoparazite Claviceps purpurea. Boala apărea fie prin consumul direct de alimente preparate din cereale contaminate, fie indirect, prin trecerea alcaloidului în lapte și afectarea sugarilor alăptați la sân de mame intoxicate. Odată cu descoperirea ciupercii și a alcaloizilor acesteia, secara cornută a fost exclusă de la consum, iar cazurile de ergotism natural au scăzut semnificativ. 

### Ergotismul medicamentos
Descoperirea efectelor farmacologice ale alcaloizilor naturali din cornul secarei a determinat folosirea lor în medicină, în tratamentul anumitor afecțiuni. În farmacoterapia actuală se utilizează atât alcaloizi naturali din cornul secarei, cât și derivați de semisinteză ai acestora (dihidroergotamina etc.).
Ergotismul medicamentos are două cauze principale:
1) Supradozarea cronică a medicamentelor care conțin ergotamină sau dihidroergotamină.
Acestea se folosesc de ex. în tratamentul migrenei) și al hipotensiunii arteriale. Depășirea sistematică a dozelor recomandate poate determina apariția ergotismului. 
2) Asocieri medicamentoase care potențează efectul ergotaminei și al derivaților de sinteză.
Efectul alcaloizilor ergotaminici este potențat când sunt administrați împreună cu unele medicamente, prin diverse mecanisme enumerate în continuare.
Inhibarea metabolizării hepatice, ce duce la scăderea eliminării și creșterea consecutivă a concentrației alcaloizilor în sânge. Atunci când concentrația sanguină de alcaloizi depășește nivelurile toxice, pot să apară fenomene de ergotism.
Prin acest mecanism acționează unele medicamente din următoarele clase:
- antibiotice macrolide[4] (claritromicina[5], eritromicina, josamicina, telitromicina[6])
- antifungice (voriconazol[7])
- antiretrovirale: inhibitori de HIV-protează (nelfinavir[8], ritonavir[9])
- antiepileptice (stiripentol[10])
- nitrații[11] (în special nitroglicerina)

Efecte aditive asupra vaselor sanguine, cu spasm arterial și manifestări ischemice la nivelul extremităților, ce pot merge până la fenomene de ergotism. Prin acest mecanism acționează unele din următoarele medicamente:
- betablocante[12]
- antimigrenoase (sumatriptan[13])